# لنی ننگیس
لنی ننگیس (فرانسوی: Lenny Nangis‎؛ زادهٔ ۲۴ مارس ۱۹۹۴) بازیکن فوتبال اهل فرانسه است.
از باشگاه‌هایی که در آن بازی کرده‌است می‌توان به باشگاه فوتبال والنسین، باشگاه فوتبال باستیا، باشگاه فوتبال کان، و باشگاه فوتبال لیل اشاره کرد.
وی همچنین در تیم‌های ملی فوتبال France national under-16 football team، زیر ۱۷ سال فرانسه، زیر ۱۸ سال فرانسه، زیر ۱۹ سال فرانسه، زیر ۲۰ سال فرانسه، زیر ۲۱ سال فرانسه، و تیم ملی فوتبال گوادلوپ بازی کرده‌است.